# زنان در اریتره
در طول تاریخ اریتره، زنان نقش فعالی ایفا کرده‌اند.

## زنان در دوران جنگ استقلال (۱۹۶۱–۱۹۹۱)

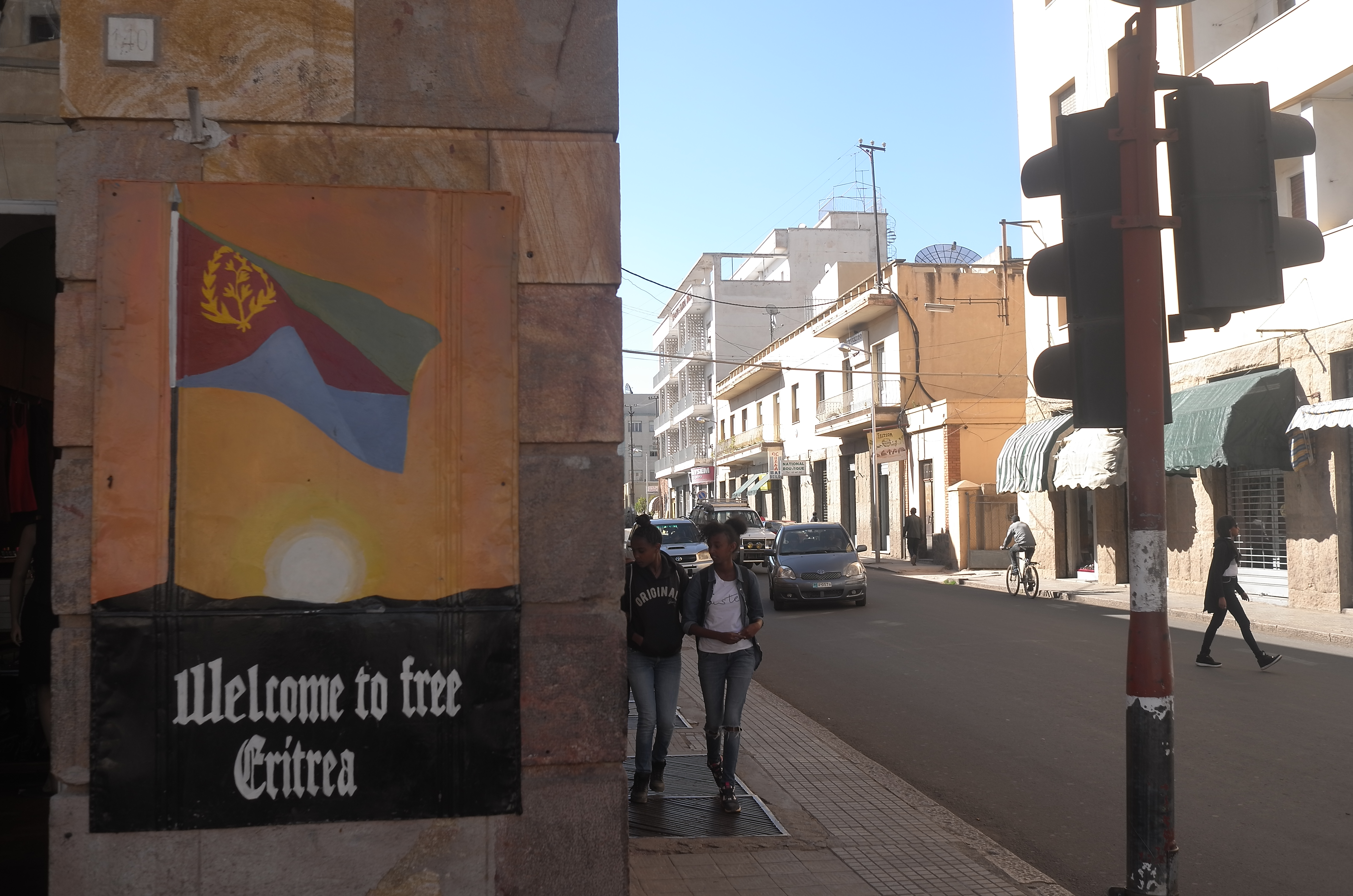
به اریتره خوش آمدید

زنان اریتره‌ای ۳۰ درصد از نیروهای جبهه آزادی‌بخش خلق اریتره (EPLF) را در طول جنگ ۳۰ ساله برای استقلال تشکیل می‌دادند. این جنگ علیه نیروهای اتیوپی برای بازپس‌گیری حاکمیت اریتره از الحاق اتیوپی به پا خواست. اریتره در ۱۵ نوامبر ۱۹۶۲، پس از فشارهای هایله سلاسی بر مجمع اریتره، به‌طور رسمی ملحق شد و این فدراسیون منحل گردید و اریتره به‌طور مستقیم به اتیوپی ضمیمه شد. با این الحاق، زبان ملی اریتره به آمهری تغییر یافت و آن‌ها به عنوان بخشی از دولت اتیوپی تلقی شدند. مبارزه برای استقلال به سرعت پس از الحاق شدت گرفت و جنگ به مدت ۳۰ سال ادامه یافت. تا پایان این مبارزه ۳۰ ساله، زنان حدود یک‌سوم از نیروی نظامی ۹۵٬۰۰۰ نفری را تشکیل می‌دادند. تا ۳۰٬۰۰۰ زن مبارز، در طول این درگیری‌ها زندگی‌های جدیدی آغاز کردند. (Iyob 1997)، زنان مبارز در تمامی ظرفیت‌ها در کنار مردان خدمت می‌کردند. جنگ در سال ۱۹۹۱ پایان یافت و استقلال رسماً در سال ۱۹۹۳ محقق شد.
رهایی زنان محور اصلی انقلاب فرهنگی بود که توسط جبهه آزادی‌بخش خلق اریتره (EPLF) و ایدئولوژی مارکسیستی-لنینیستی آن‌ها ترویج می‌شد. در صفوف خود، جبهه تلاش کرد تا برابری جنسیتی را در طول جنگ ۳۰ ساله عملی کند. مناطق تحت تسلط جبهه آزادی‌بخش خلق اریتره که از سلطه اتیوپی آزاد شده بودند، مرکز این انقلاب فرهنگی بودند. در این مناطق، آن‌ها تلاش کردند تا سنت‌های ازدواج اتیوپیایی مانند ازدواج اجباری، ازدواج قراردادی، پرداخت مهریه، ازدواج کودکان و حاشیه‌نشینی عروس‌های غیر باکره را اصلاح کنند. جبهه آزادی‌بخش خلق اریتره ازدواج را به‌عنوان شراکت میان زن و مردی که هر دو فرد آزاد هستند و حق انتخاب دارند، تعریف کرد. به گفته EPLF، این نوع ازدواج به‌عنوان «ازدواج دموکراتیک» (Silkin 1989:148) و «ازدواج‌هایی که فقط بر اساس عشق رفاقتی است» (انجمن زنان اریتره ۱۹۷۹:۱۸) توصیف شده است. EPLF همچنین به مبارزان وسایل جلوگیری از بارداری ارائه می‌داد، چیزی که در جامعه سنتی اتیوپیایی معمول نبود.
زنان در EPLF حق انتخاب داشتند، هم برای شروع روابط و هم برای پایان دادن به آن‌ها، که این امر در جامعه روستایی و سنتی اتیوپی در دهه ۱۹۶۰ معمول نبود. مبارزان EPLF گزارش دادند که طلاق آسان، رایج و غالباً توسط زنان در طول جنگ آغاز می‌شد. آنچه معمولاً بر اساس ایده‌های سنتی دربارهٔ پاکی و باکرگی به‌عنوان رسوایی تلقی می‌شد، در مناطق آزاد شده جبهه آزادی‌بخش خلق اریتره تحمل می‌شد. نقش زنان مبارز در طول جنگ ۳۰ ساله استقلال، کلیشه‌های جنسیتی معمول و نقش جنسیتی را به چالش کشید. زنان در جنگ معمولاً فقط به‌عنوان قربانیان تصور می‌شوند، که اغلب از تجاوز رنج می‌برند و به‌عنوان بی‌دفاع و غیرفعال در این دوره‌ها به تصویر کشیده می‌شوند. این تصویربرداری جنسیتی از زنان بی‌دفاع در جنگ به‌طور کامل در طول جنگ بازسازی شد، و نیروهای زن اریتره‌ای در خط مقدم این درگیری‌ها بودند. این امر فرصت‌هایی را برای بازسازی کلیشه‌های جنسیتی «پذیرفته‌شده» با به چالش کشیدن مستقیم آن‌ها ایجاد کرد.
فرض اینکه زنان ذاتاً صلح‌جوتر از مردان هستند، سایر نقش‌ها و رفتارهایی را که زنان می‌توانند به عنوان افرادی با درجات مختلفی از پرخاشگری و قاطعیت بپذیرند، نادیده می‌گیرد. شکستن کلیشه‌ها و نقش‌های جنسیتی برای ایجاد شرایط اجتماعی سالم برای زنان اهمیت داشت. تصاویری که زنان را به عنوان افرادی پایین‌تر، کم‌توان‌تر، مطیع، احساسی، کم‌هوش‌تر و آرام‌تر نشان می‌دهند و مردان را به عنوان افرادی برتر، شایسته‌تر، غالب، منطقی و هوشمند ترسیم می‌کنند، می‌توانند زمینه‌ساز فرض‌های جنسیت‌زده‌ای شوند که در جامعه بازتولید شده و به ضرر زنانی باشد که باید روزانه با این فرضیات مواجه شوند. (NW, All)